# Vuelo 782 de Air Transport International
El vuelo 782 de Air Transport International fue un vuelo en ferry desde el Aeropuerto Internacional de Kansas City en Misuri,  hasta el Aeropuerto Metropolitano de Westover, Estados Unidos utilizando un Douglas DC-8-63. El 16 de febrero de 1995, la aeronave no pudo despegar de Kansas City, se salió de la pista y se estrelló. Los tres miembros de la tripulación de vuelo murieron, el accidente se debió al error de los pilotos al no seguir los procedimientos de despegue con solo 3 motores y la deficiencia de entrenamiento de la FAA.

## Aeronave y tripulación

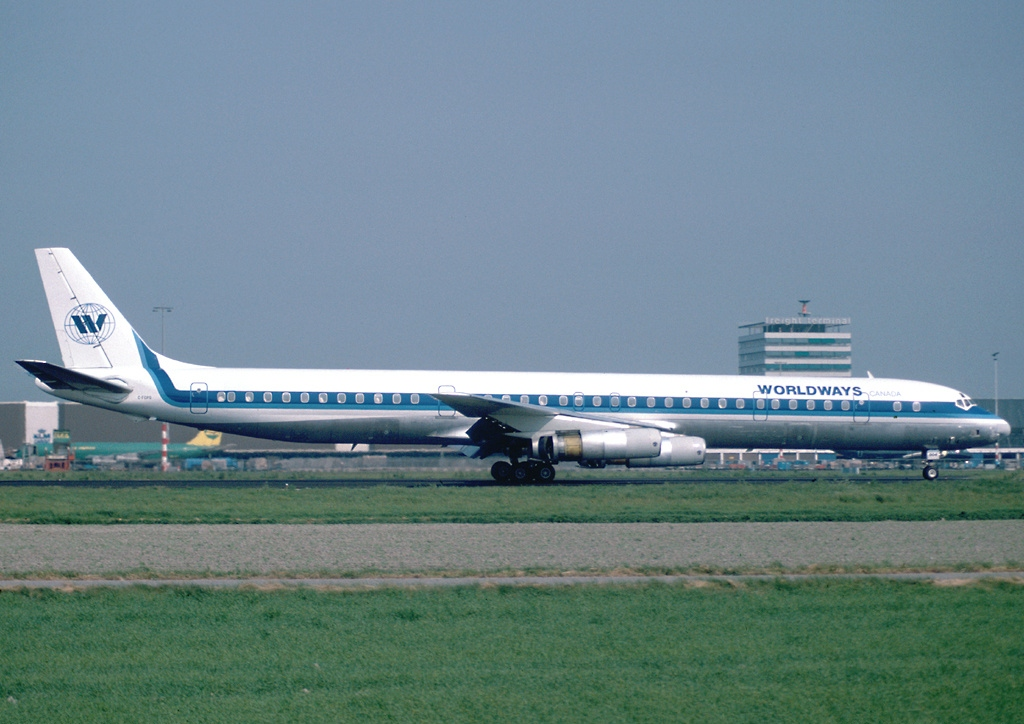
La aeronave involucrada años antes del accidente mientras operaba para Worldways Canada Airlines

La aeronave involucrada en el accidente era un Douglas DC-8-63F con matrícula N782AL, número de serie 45929) y fue el 367º Douglas DC-8 construido. Anteriormente había sido propiedad de Canadian Pacific Air Lines, Flying Tiger Line, Worldways Canada, que arrendó el avión a Icelandair y Air Algérie en 1985. En 1990, Aerolease Financial Group compró el avión y lo convirtió en un carguero. Luego, el avión se arrendó a Burlington Air Express y luego, en 1994, se arrendó a Air Transport International (ATI). La aeronave había realizado 77.096 horas de vuelo con 22.404 ciclos de despegue y aterrizaje en el momento del accidente.
El capitán era Walter Miga, Sr., de 48 años, que había sido contratado por ATI en 1994 y tenía 9.711 horas de experiencia de vuelo, de las cuales había completado 4.483 horas en el DC-8. Tenía experiencia previa volando aviones para Trans Air Link y Fine Air.
El ingeniero de vuelo era Kerry Hardy, de 48 años, un ex ingeniero de vuelo del C-141B de la Fuerza Aérea de los Estados Unidos que tenía 4.460 horas de experiencia de vuelo, aunque solo 218 de ellas en el DC-8, estaba en libertad condicional en el momento del accidente.

## Accidente
El día del accidente, el N782AL aterrizó en el Aeropuerto de Kansas City después de un vuelo de carga programado desde Denver, Colorado. El avión se cargó con carga nueva y se preparó para un vuelo a Toledo, Ohio. El vuelo estaba destinado a ser operado por otra tripulación, pero no pudieron arrancar el motor número uno (exterior izquierdo). Los trabajadores de mantenimiento examinaron el motor y encontraron que su conexión de transmisión de energía había fallado. La reparación no se pudo realizar en el sitio, por lo que ATI decidió que la aeronave realizaría un vuelo en ferry al Aeropuerto Metropolitano de Westover para las reparaciones. Otro DC-8 con matrícula N788AL, pilotado por la tripulación del accidente, llegó desde Alemania vía Dover, Delaware. La carga y la tripulación original del N782AL se transfirieron al vuelo  N788AL y la tripulación del accidente se asignó al vuelo ferry. 
Durante el arranque del motor, el vuelo 782 experimentó problemas con el motor por segunda vez. El motor número 4 (exterior derecho) inicialmente no arrancó porque su conector de encendido se dejó abierto accidentalmente. El interruptor se cerró y la tripulación comenzó a a encender el motor 4 de nuevo, aunque esta vez, un trabajador de la tripulación de tierra le dijo a la tripulación de vuelo que el motor estaba emitiendo humo y la tripulación apagó el motor. Luego, la tripulación siguió intentando, pero decidieron encender los demás motores. Luego, la tripulación encendió el motor n° 4. por tercera vez, esta vez sin incidentes. 
A las 20:20 hora local, el vuelo 782 inició su primer despegue desde la pista 01L. Según el registrador de voz de cabina (CVR), el despegue parecía normal:

ATC: Air Transport 782 tienen autorización para despegar en la pista 01L
Capitan: Ok Gracias ATC
Copiloto: Iniciando lista de verificación, Flast activados, luces activadas, motores encendidos.... Todo en orden capitán.
Capitan: Perfecto Iniciando despegue
Copiloto: 100 nudos
Alarma: Advertencia motor 4 desactivado!
Capitán: Ah, aborta el despegue

El despegue fue abortado y la aeronave salió de la pista. El controlador de torre ordenó al vuelo que volviera a la frecuencia de control en tierra y preguntó a la tripulación si necesitaban ayuda, a lo que se negaron. La tripulación dijo que tenían  problemas para mantener el control direccional de la aeronave durante el despegue. A las 20:21 la tripulación de vuelo decidió intentar un segundo despegue pero el vuelo de inclinó y golpeó un terraplén cerca de la pista 01L

## Investigación
La Junta Nacional de Seguridad en el Transporte (NTSB) inició una investigación sobre el accidente del vuelo 782 y descubrieron mediante la Grabadora de voz de cabina una cadena de eventos en el segundo que provocaron el accidente. 

ATC: Air Transport 782 autorizados para despegar, pista 01L
Capitan: Bien ATC
Copiloto: Lista de verificación completa
Capitán: Iniciando despegue con solo 3 motores 
Copiloto: 100 nudos
Capitan: V1 Rotando......
"Golpe de cola"
Capitán: Acelera a 90% de velocidad
Copiloto: Acelerando....
Capitán: La nariz se está elevando demasiado...
Alarma: STALL!!, STALL!!, STALL!!
Alarma: Angulo de Banqueo!!, Angulo de Banqueo!!
Capitan: Vamos.... Elevate 
Alarma: Terreno!!!, Terreno!!!, Ascienda!!!
"La aeronave impacta el suelo y se  rompe en tres partes"

Los investigadores de la NTSB descubrieron varios eventos durante el entrenamiento del capitán Miga en American International Airways y Air Transport International. Un supervisor de entrenamiento escribió en un libro de registro que el capitán Miga «sería un buen capitán».  Sin embargo, otro Supervisor afirmó que Miga «no exhibió la confianza y la autoridad de mando necesarias para funcionar como piloto al mando. No recomiendo que sea considerado para ser un capitán en este momento».
Otro Supervisor de verificación señaló que Miga tenía un buen control de la aeronave y verificaba los instrumentos, pero también recomendó que Miga solo realizara vuelos nacionales. A pesar de la recomendación, el capitán Miga continuó realizando vuelos internacionales y un Supervisor de Observaciones hizo comentarios positivos durante un vuelo a Alemania el 14 de febrero de 1995, dos días antes del accidente. A pesar de que su entrenamiento en simulador en vuelos de ferry de tres motores fue calificado como «satisfactorio» y había volado dos vuelos de ferry de tres motores anteriores como primer oficial, en el vuelo 782 fue su primer vuelo de ferry de tres motores como capitán. 
El primer oficial Ulmer había fallado tres exámenes de vuelo en 1989, 1992 y 1993, y recibió tres notificaciones de «desaprobación» de la Administración Federal de Aviación (FAA). En las tres ocasiones, Ulmer se sometió a un nuevo entrenamiento y pasó la segunda vez.  
El ingeniero de vuelo Hardy había ingresado una velocidad de control mínima incorrecta de 107 nudos (123 mph) en lugar de los 116 nudos (133 mph) requeridos usando la escala Fahrenheit en lugar de Celsius. Además, el capitán y el primer oficial no verificaron las velocidades requeridas.  
La NTSB determinó que el accidente fue causado por la violación de los procedimientos operativos estándar por parte de la tripulación de vuelo al decidir de manera inapropiada continuar con el despegue cuando la aeronave estaba por debajo de la velocidad aerodinámica de rotación

## Causa
La Junta Nacional de Seguridad en el Transporte determinó que las causas del accidente fueron:
1. La mala capacitación de la tripulación sobre los vuelos con solo 3 motores
2. Las complicadas instrucciones de la FAA sobre los despegues de 3 motores
3. El entrenamiento deficiente de parte de Air Transport International hacía sus pilotos
4. La mala deficiencia de la FAA en autorizar volar a un piloto que no debería de realizar vuelos Internacionales
5. Air Transport International no profundizó más a fondo los perfiles de entrenamiento de sus pilotos el día del accidente.

## Dramatización
Este accidente fue presentado en un episodio de la vigesimocuarta temporada de la serie de televisión canadiense Mayday: catástrofes aéreas, titulado «Despegue mortal».